# Hegemony
Hegemony è il decimo album in studio del gruppo musicale svizzero Samael, pubblicato nel 2017 dalla Napalm Records.

## Descrizione
Per le tracce Angel of Wrath, Red Planet e Black Supremacy sono stati pubblicati dei video di presentazione.

## Tracce
Testi di Vorph, musiche di Xy.
1. Hegemony – 3:47
2. Samael – 3:59
3. Angel of Wrath – 3:31
4. Rite of Renewal – 4:31
5. Red Planet – 3:58
6. Black Supremacy – 3:51
7. Murder or Suicide – 4:03
8. This World – 3:43
9. Against All Enemies – 4:31
10. Land of the Living – 4:05
11. Dictate of Transparency – 3:58
12. Helter Skelter – 3:27 (Beatles)
13. Storm of Fire – 4:12 – bonus track

## Formazione
- Michael "Vorph" Locher – voce, chitarra elettrica
- Alexandre "Xy" Locher – batteria, percussioni, drum machine, tastiere, programmatore, campionatore
- Marco "Mak" Rivao – chitarra
- Thomas "Drop" Betrisey – basso